# Пустара
Пустара је америчка нео-ноар крими драма из 1973. године, коју је написао, продуцирао и режирао Теренс Малик, у свом редитељском дебију. У филму главне улоге тумаче Мартин Шин и Сиси Спејсек, која глуми Холи Саргис, петнаестогодишњакињу која креће у серију убистава са својим партнером Китом Карутерсом (Шин); у филму такође глуме Ворен Отс и Рамон Бјери. Прича филма је делимично измишљена, инспирисана истинитом причом из 1958. године, када су Чарлс Старкведер и његова девојка Керил Ен Фугејт извршили серију убистава.
Филм Пустара је објављен 1973. године уз позитивне критике, а посебно хваљене биле су кинематографија и музика. На 49. додели филмских награда Британске академије, Спејсек је номинована за награду за најперспективнијег новајлију у главним филмским улогама; на Међународном филмском фестивалу у Сан Себастијану, Шин је освојио награду за најбољег глумца.
Филм је изабран за очување од стране Националног филмског регистра као „културно, историјски или естетски значајан“ од стране Конгресне библиотеке 1993. године.

## Заплет
Холи Саргис приповеда филм као 15-годишњакиња која живи у Форт Дуприју, ћорсокаку града у Јужној Дакоти. Има затегнут однос са оцем, сликаром знакова, откако јој је мајка умрла од упале плућа годинама раније. Холи упознаје Кита Карутерса, 25-годишњег сакупљача смећа, проблематичног дизача и ветерана Корејског рата. Он подсећа на Џејмса Дина, глумца коме се Холи диви. Након што Кит шармира Холи, он јој одузима невиност. Како се зближавају, постепено се откривају његове насилне и антисоцијалне склоности.
Холин отац не одобрава Кита и убија Холиног пса као казну што је проводила време са њим. Кит проваљује у Холину кућу и инсистира да побегне са њим. Када њен отац протестује и прети да ће позвати полицију, Кит га убија. Након што су Кит и Холи лажирали самоубиство тако што су запалили кућу, кренули су ка пустињи Монтане. Они граде кућицу на дрвету у удаљеном крају и тамо живе, пецајући и крадући кокошке за храну. Беже након што су их пронашла тројица мушкараца (за које Кит касније каже да су били ловци на криминалце) које Кит убија. Они траже уточиште код Китовог бившег сарадника Кејтоа, али када он покуша да позове помоћ, Кит пуца и у њега. Кит тера млади пар који стиже да посети Кејтоа у олујни подрум. Пуца у затворена врата подрума и одлази не проверивши да ли су мртви.
Кит и Холи прогони полиција широм Средњег запада. Заустављају се у вили богаташа и узимају залихе, одећу и његов кадилак, поштедећи животе човека и његове глуве кућне помоћнице. Док се возе преко Монтане до Саскачевана, полиција их проналази и јури.
Холи, која се уморила од Кита и живота у бекству, одбија да пође са њим и предаје се. Кит води полицију у потеру колима, али је убрзо ухваћен. Он шармира официре који хапсе и трупе Националне гарде, бацајући им своје личне ствари као сувенире за свој злочин. Холи на крају открива да је добила условну казну и да се удала за сина свог браниоца, а Кит је погубљен због својих злочина.

## Улоге
- Мартин Шин као Кит
- Сиси Спејсек као Холи
- Ворен Оутс као Отац
- Рамон Бјери као Като
- Алан Винт као заменик Шерифа Том
- Гери Литлџон као Шериф
- Џон Картер као Богаташ
- Брајан Монтгомери као Дечак
- Гејл Трекелд као Девојчица
- Чарли Фицпатрик као Радник
- Хауард Рагсдејл као Шеф
- Џон Вомак као Полицајац
- Дона Болдвин као Помоћница
- Бен Браво као Радник

Режисер Теренс Малик глуми човека на вратима богаташа, док се Шинови синови – Чарли Шин и Емилио Естевез – накратко појављују као два дечака који седе испод бандере испред Холине куће.

## Продукција

### Писање и улоге
Малик, штићеник Артура Пена (коме се захвалио у завршној шпици филма), је почео да ради на Пустари након друге године похађања Америчког филмског института. Године 1970. Малик је са 27 година почео да ради на сценарију током путовања. „Написао сам и, истовремено, развио неку врсту продајног комплета са слајдовима и видео касетама глумаца, а све са циљем да инвеститорима представим нешто што би изгледало спремно за снимање“, рекао је Малик. „На моје изненађење, нису обраћали превише пажње на то; улагали су на веру. Ја сам прикупио око половину новца, а извршни продуцент Едвард Пресман другу половину.“ Малик је платио 25.000 долара сопствених средстава. Остатак његовог дела прикупљен је од професионалаца као што су лекари и стоматолози. Пустара је био први играни филм који је Малик написао за себе да га режира.
Сиси Спејсек, у тек свом другом филму, била је прва глумица. Малик је открио да су њени корени и нагласак из малог града у Тексасу савршени за улогу наивне, упечатљиве средњошколке. Редитељ ју је укључио у свој стваралачки процес, постављајући питања о њеном животу „као да копа злато“. Када је сазнао да је била мажореткиња, убацио је у сценарио рутину плеса. Неколико надолазећих глумаца било је на аудицији за улогу Кита Карутерса. Када је директор кастинга предложио Мартина Шина, Малик је оклевао, мислећи да је престар за улогу. Спејсек је у својој аутобиографији написала да је "хемија била непосредна. Он је био Кит. А са њим сам била Холи." Шин је своју карактеризацију Кита засновао на глумцу Џејмсу Дину.

### Снимање и сценографија
Главно снимање је обављено у Колораду почевши од јула 1972. године, сa ниским буџетом од 300.000 долара (искључујући нека одлагања филмским лабораторијама и глумцима). Филм је имао помало проблематичну продукцијску историју: неколико чланова екипе се сукобило са Маликом, а други је тешко повређен када је дошло до експлозије током снимања сцене пожара. Кућа Френка Г. Блума на Тринидаду коришћена је за кућу богаташа. И сам Малик је имао некредитован камеo након што глумац ангажован да игра 'Позиваоца у кући богаташа' није успео да се појави. Почетак сценарија је углавном сниман у градовима Ла Хунта и Лас Анимас на југоистоку Колорада, укључујући сцену у којој Холи бежи из Колумбијске основне школе у другом граду. Филм на крају има посвету људима округа Отеро у Колораду и Малик се захваљује „на њиховој помоћи и сарадњи“.
Џек Фиск је био уметнички директор филма у својој првој од неколико сарадње са редитељем. Током продукције, Сиси Спејсек и Фиск су се заљубили и венчали 12. априла 1974. Филм је првобитно требао монтирати Роберт Естрин. Када је Малик видео Естринов део филма, није му се допао и уклонио га је из продукције. Малик и Били Вебер су поново резали филм. Међутим, Естрин остаје заслужан као једини уредник, а Вебер као помоћни уредник. И Вебер и уметнички дизајнер Џек Фиск су радили на свим Маликовим каснијим филмовима до 2016. године (Дрво живота, До чуда, Витез пехара).
Иако је Малик обраћао велику пажњу на детаље периода, није желео да то преплави слику. „Покушао сам да 1950-е сведем на минимум“, рекао је он. „Носталгија је моћан осећај; може да пригуши било шта. Желео сам да се слика постави као бајка, ван времена.“ На конференцији за новинаре која се поклопила са дебијем филма на фестивалу, Малик је назвао Кита „толико десензибилизованим да је био ван времена“. Можда је сматрао да је пиштољ којим пуца у људе нека врста магичног штапића који елиминише мале сметње.“ Малик је такође истакао да „Кит и Холи чак о себи мисле да живе у бајци“, а он је сматрао прикладним јер су „књиге за децу попут Острва са благом често биле пуне насиља“. Такође се надао да ће тон бајке „извући мало оштрине из насиља, али и даље задржати свој сањиви квалитет.“

## Издање
Warner Bros. је купио и дистрибуирао филм за нешто мање од милион долара. Warner Bros. је првобитно прегледао филм на дуплом рачуну са комедијом Мела Брукса Blazing Saddles, што је резултирало веома негативним одговором публике. Продукцијски тим је био приморан да резервише филм у неколико других биоскопа, на локацијама као што је Литл Рок, Арканзас, како би показао да филм може да заради новац. Филм има 97% рејтинга на Rotten Tomatoes и просечну оцену од 8,9/10 на основу критика 59 критичара, уз општи консензус да је „Деби Теренса Малика маестралан комад америчке кинематографије, препун визуелне поезије и одмерен представе које би карактерисале његов рад.“ На Метакритику, филм има пондерисану оцену од 93/100 на основу 19 рецензија, што указује на „универзално признање“. Варајети је навео да је филм био „импресиван“ деби. Роџер Иберт га је додао на своју листу "Сјајних филмова" 2011. године.